# Élections législatives de 1981 dans l'Ardèche
Les élections législatives françaises de 1981 eurent lieu les 14 et 21 juin 1981. Le mode de scrutin utilisé fut le scrutin uninominal majoritaire à deux tours.

## Élus
| Circonscription | Député sortant | Parti | Parti    | Député élu ou réélu | Parti | Parti |
| --------------- | -------------- | ----- | -------- | ------------------- | ----- | ----- |
| 1re             | Pierre Cornet* |       | UDF (PR) | Robert Chapuis      |       | PS    |
| 2e              | Régis Perbet   |       | RPR      | Régis Perbet        |       | RPR   |
| 3e              | Albert Liogier |       | RPR      | Jean-Marie Alaize   |       | PS    |

## Positionnement des partis
Le Parti socialiste et le Mouvement des radicaux de gauche présentent des candidats communs tandis que la majorité sortante RPR-UDF-CNIP se présente sous le sigle « Union pour la nouvelle majorité ». Enfin, le Parti communiste présente des candidats sous l'appellation « majorité d'union de la gauche ».

## Résultats

### Résultats à l'échelle du département
| Parti          | Parti                              | Premier tour | Premier tour | Second tour | Second tour | Sièges |
| Parti          | Parti                              | Voix         | %            | Voix        | %           | Sièges |
| -------------- | ---------------------------------- | ------------ | ------------ | ----------- | ----------- | ------ |
|                | Parti socialiste                   | 50 147       | 36,73        | 79 452      | 52,77       | 2      |
|                | Parti communiste français          | 21 541       | 15,78        | Retrait     | Retrait     | 0      |
|                | Majorité présidentielle            | 71 688       | 52,50        | 79 452      | 52,77       | 2      |
|                |                                    |              |              |             |             |        |
|                | Rassemblement pour la République   | 49 468       | 36,23        | 48 889      | 32,47       | 1      |
|                | Union pour la démocratie française | 15 381       | 11,27        | 22 209      | 14,75       | 0      |
|                | Union pour la nouvelle majorité    | 64 849       | 47,50        | 71 098      | 47,23       | 1      |
|                |                                    |              |              |             |             |        |
| Inscrits       | Inscrits                           | 193 376      | 100,00       | 193 374     | 100,00      | 3      |
| Abstentions    | Abstentions                        | 54 988       | 28,44        | 40 234      | 20,81       |        |
| Votants        | Votants                            | 138 388      | 71,56        | 153 140     | 79,19       |        |
| Blancs et nuls | Blancs et nuls                     | 1 851        | 1,34         | 2 590       | 1,69        |        |
| Exprimés       | Exprimés                           | 136 537      | 98,66        | 150 550     | 98,31       |        |

### Résultats par circonscription

#### Première circonscription (Privas)
La circonscription de Privas était composée des cantons de Bourg-Saint-Andéol, Chomérac, Le Cheylard, Privas, Rochemaure, Saint-Martin-de-Valamas, Saint-Pierreville, Vernoux-en-Vivarais, Villeneuve-de-Berg, Viviers et La Voulte-Sur-Rhône. Les trois principaux candidats en lice dans cette circonscription (par ordre alphabétique) :
- Robert Chapuis, 48 ans, ancien secrétaire national du PSU et professeur à Paris, représentant le PS ;
- Henri Chaze, 67 ans, ancien député, conseiller général et maire de Cruas, reconduit par le PCF ;
- Jean-François Michel, 30 ans, directeur d'hôpital et membre de cabinet ministériel, investi par l'UDF.

| Candidat              | Candidat             | Parti          | Premier tour | Premier tour | Second tour | Second tour |  |
| Candidat              | Candidat             | Parti          | Voix         | %            | Voix        | %           |  |
| --------------------- | -------------------- | -------------- | ------------ | ------------ | ----------- | ----------- |  |
|                       | Robert Chapuis élu   | PS             | 17 009       | 35,94        | 29 146      | 56,75       |  |
|                       | Jean-François Michel | UDF (CDS)      | 10 503       | 22,20        | 22 209      | 43,25       |  |
|                       | Henri Chaze          | PCF            | 10 162       | 21,47        | Retrait     | Retrait     |  |
|                       | Jean-Louis Chirouze  | RPR            | 9 656        | 20,40        | Retrait     | Retrait     |  |
|                       |                      |                |              |              |             |             |  |
| Inscrits              | Inscrits             | Inscrits       | 66 218       | 100,00       | 66 252      | 100,00      |  |
| Abstentions           | Abstentions          | Abstentions    | 18 187       | 27,47        | 13 829      | 20,87       |  |
| Votants               | Votants              | Votants        | 48 031       | 72,53        | 52 423      | 79,13       |  |
| Blancs et nuls        | Blancs et nuls       | Blancs et nuls | 701          | 1,46         | 1 068       | 2,04        |  |
| Exprimés              | Exprimés             | Exprimés       | 47 330       | 98,54        | 51 355      | 97,96       |  |
| Source : Data.gouv.fr |                      |                |              |              |             |             |  |

##### Analyse
Le très bon score de François Mitterrand dans cette circonscription le 10 mai 1981 (54,25 %) et le retrait du député sortant UDF Pierre Cornet ouvre une voie d'autoroute à Robert Chapuis qui arrive nettement en tête au premier tour et qui grâce au soutien d'Henri Chaze pour le second lui permettra de battre sans difficulté son jeune adversaire UDF Jean-François Michel. Chapuis est majoritaire dans les cantons de Bourg-Saint-Andéol, Chomérac, Privas, Rochemaure, Saint-Pierreville, Vernoux, Villeneuve-de-Berg, Viviers et La Voulte alors que Michel est juste en tête dans ceux du Cheylard et de Saint-Martin-de-Valamas.

#### Deuxième circonscription (Annonay)
La circonscription de Tournon était composée des cantons de Annonay-Nord, Annonay-Sud, Lamastre, Saint-Agrève, Saint-Félicien, Saint-Péray, Satillieu, Serrières et Tournon. Les candidats en lice dans cette circonscription (par ordre alphabétique) :
- Robert Charra, 51 ans, conseiller général et conseiller municipal à Guilherand, candidat du Parti socialiste ;
- Marie-Claude Inguennaud, 45 ans, adjointe au maire d'Annonay, investie par le PCF ;
- Hubert de Montgolfier, 50 ans, maire de Saint-Marcel-lès-Annonay, candidat DVD ;
- Régis Perbet, 62 ans, député sortant depuis 1980 et conseiller général d'Annonay-Sud, représentant le RPR et soutenu par l'UDF.

| Candidat              | Candidat                   | Parti          | Premier tour | Premier tour | Second tour | Second tour |  |
| Candidat              | Candidat                   | Parti          | Voix         | %            | Voix        | %           |  |
| --------------------- | -------------------------- | -------------- | ------------ | ------------ | ----------- | ----------- |  |
|                       | Régis Perbet sortant réélu | RPR (UNM)      | 22 668       | 46,96        | 27 821      | 51,68       |  |
|                       | Robert Charra              | PS             | 18 758       | 38,87        | 26 016      | 48,32       |  |
|                       | Marie-Claude Inguenaud     | PCF            | 4 369        | 9,05         |             |             |  |
|                       | Hubert de Montgolfier      | diss. UDF      | 2 470        | 5,12         |             |             |  |
|                       |                            |                |              |              |             |             |  |
| Inscrits              | Inscrits                   | Inscrits       | 70 143       | 100,00       | 70 137      | 100,00      |  |
| Abstentions           | Abstentions                | Abstentions    | 21 321       | 30,4         | 15 688      | 22,37       |  |
| Votants               | Votants                    | Votants        | 48 822       | 69,6         | 54 449      | 77,63       |  |
| Blancs et nuls        | Blancs et nuls             | Blancs et nuls | 557          | 1,14         | 612         | 1,12        |  |
| Exprimés              | Exprimés                   | Exprimés       | 48 265       | 98,86        | 53 837      | 98,88       |  |
| Source : Data.gouv.fr |                            |                |              |              |             |             |  |

##### Analyse
Élu député le 30 novembre 1980 avec 56 % des voix (à la suite de l'élection d'Henri Torre au Sénat) contre Robert Charra, ce nouveau duel est à l'avantage du député sortant du fait que le 10 mai 1981 c'est Valéry Giscard d'Estaing qui était vainqueur avec 52,60 % dans le nord-Ardèche. Mais si Perbet sera réélu, il perd près de cinq points en sept mois et il est majoritaire dans les cantons d'Annonay-Sud, Lamastre, Satillieu, Saint-Agrève, Saint-Félicien, Serrières et Tournon alors que Charra est vainqueur dans les cantons d'Annonay-Nord et de Saint-Péray.

#### Troisième circonscription (Aubenas)
La circonscription de Largentière était composée des cantons de Antraigues, Aubenas, Burzet, Coucouron, Joyeuse, Largentière, Montpezat-sous-Bauzon, Saint-Étienne-de-Lugdarès, Thueyts, Valgorge, Vals-les-Bains, Vallon-Pont-d'Arc et des Vans. Les trois principaux candidats en lice dans cette circonscription (par ordre alphabétique) :
- Jean-Marie Alaize, 39 ans, conseiller général d'Aubenas, candidat du PS ;
- Albert Liogier, 71 ans, député sortant et maire d'Ucel, investi par le RPR et soutenu par l'UDF ;
- René Vidal, 46 ans, conseiller général et maire de Barnas, représentant du Parti communiste.

| Candidat              | Candidat               | Parti          | Premier tour | Premier tour | Second tour | Second tour |  |
| Candidat              | Candidat               | Parti          | Voix         | %            | Voix        | %           |  |
| --------------------- | ---------------------- | -------------- | ------------ | ------------ | ----------- | ----------- |  |
|                       | Albert Liogier sortant | RPR (UNM)      | 17 144       | 41,87        | 21 068      | 46,45       |  |
|                       | Jean-Marie Alaize élu  | PS             | 14 380       | 35,12        | 24 290      | 53,55       |  |
|                       | René Vidal             | PCF            | 7 010        | 17,12        |             |             |  |
|                       | Gabriel Comte          | diss. UDF      | 2 408        | 5,88         |             |             |  |
|                       |                        |                |              |              |             |             |  |
| Inscrits              | Inscrits               | Inscrits       | 57 015       | 100,00       | 56 985      | 100,00      |  |
| Abstentions           | Abstentions            | Abstentions    | 15 480       | 27,15        | 10 717      | 18,81       |  |
| Votants               | Votants                | Votants        | 41 535       | 72,85        | 46 268      | 81,19       |  |
| Blancs et nuls        | Blancs et nuls         | Blancs et nuls | 593          | 1,43         | 910         | 1,97        |  |
| Exprimés              | Exprimés               | Exprimés       | 40 942       | 98,57        | 45 358      | 98,03       |  |
| Source : Data.gouv.fr |                        |                |              |              |             |             |  |

##### Analyse
Avec 52,25 % des voix au premier tour, la gauche peut espérait faire tomber Albert Liogier en place depuis 1968 qui est soutenu mollement par l'UDF et son ancien concurrent Jean Moulin alors que son autre concurrent Gabriel Comte critique son âge et ses prises de positions. Avec près de 35 %, Jean-Marie Alaize fait le meilleur résultat d'un candidat socialiste dans cette circonscription et grâce à l'union de la gauche et les querelles à droite, Alaize sera élu député. Il est vainqueur dans les cantons d'Antraigues, Aubenas, Joyeuse, Largentière, Thueyts, Valgorge, Vals-les-Bains, Vallon-Pont-d'Arc et les Vans. À noter qu'il aussi vainqueur dans les principales villes tenues par la droite comme Aubenas (51,11 %), Vals-les-Bains (54,14 %) ou encore Largentière (57,59 %) et autre surprise Liogier est même battu à Ucel ou le candidat PS réalise 58,73 % contre 41,27 % pour le maire de la commune.